# Ryszard Tomczyk (polityk)
Ryszard Władysław Tomczyk (ur. 17 sierpnia 1959 w Bierzwniku) – polski polityk, historyk, nauczyciel akademicki i samorządowiec, profesor nauk humanistycznych, profesor Uniwersytetu Szczecińskiego, poseł na Sejm IV kadencji.

## Życiorys
Na początku lat 80. był podejrzany o rozpowszechnianie ulotek antykomunistycznych, a także o przynależność do nielegalnej w czasach komunistycznych organizacji. W stanie wojennym w lipcu 1982 aresztowany za rozpowszechnianie ulotek; zwolniony w następnym miesiącu, gdy prokurator umorzył postępowanie, uznając zarzucany czyn za „znikomo społecznie niebezpieczny”. Ukończył studia na Wydziale Humanistycznym Wyższej Szkoły Pedagogicznej w Szczecinie. Doktoryzował się na Uniwersytecie Szczecińskim, na którym był zatrudniony jako adiunkt. Pracował w Zakładzie Historii Państwa i Prawa na Wydziale Prawa i Administracji Uniwersytetu Rzeszowskiego, na którym się habilitował. Następnie został pracownikiem Instytutu Historii i Stosunków Międzynarodowych na Wydziale Humanistycznym Uniwersytetu Szczecińskiego. Doszedł do stanowiska profesora tej uczelni. W 2019 otrzymał tytuł profesora nauk humanistycznych.
Od 1994 był także wójtem gminy Bierzwnik. W latach 2002–2003 był radnym sejmiku zachodniopomorskiego i członkiem zarządu województwa.
Od 2003 sprawował mandat posła na Sejm IV kadencji z okręgu koszalińskiego, wybranego z listy Sojuszu Lewicy Demokratycznej. W parlamencie zastąpił Ryszarda Ulickiego. Zasiadał w Komisji Edukacji, Nauki i Młodzieży, Komisji Kultury i Środków Przekazu oraz sejmowej komisji śledczej ds. prywatyzacji PZU. W 2005 bez powodzenia ubiegał się o reelekcję, rok później bezskutecznie kandydował do sejmiku zachodniopomorskiego, mandat objął w 2009 (w miejsce Józefa Falińskiego). W 2010 bezskutecznie ubiegał się o reelekcję.

## Odznaczenia
W 2016 otrzymał Srebrny Krzyż Zasługi.

## Publikacje
- Ukraińskie Zjednoczenie Narodowo-Demokratyczne 1925–1939, Szczecin 2006.
- Galicyjska Rusko-Ukraińska Partia Radykalna w latach 1890–1914, Szczecin 2007.
- Radykałowie i socjaldemokraci. Miejsce i rola lewicy w ukraińskim obozie narodowym w Galicji 1890–1914, Szczecin 2007.
- Socjaldemokraci ukraińscy i polscy. Z dziejów współpracy, Warszawa 2007.
- Ukraińska Partia Radykalna w II Rzeczypospolitej 1918–1926, Szczecin 2007.
- Myśl Mocarstwowa. Z dziejów młodego pokolenia II Rzeczypospolitej, Szczecin 2008.
- Między Wiedniem a Lwowem. Szkice z historii administracji w Austrii, Szczecin 2010.
- Urzędnicy cywilni w Austrii 1740–1918. Studia z historii prawa i administracji, Szczecin 2012.
- Zmiany w nauczaniu prawa w monarchii habsburskiej. Początki wykładu uniwersyteckiego z historii prawa austriackiego, „Edukacja Humanistyczna”, Nr 30, 2014[6].
- Cmentarz Janowski we Lwowie (współautor Barbara Patlewicz), Szczecin 2016.
- Cmentarz Janowski we Lwowie. Polskie dziedzictwo narodowe (współautor Barbara Patlewicz), t. I–II, Szczecin 2017.
- Od świtu do zmierzchu: cmentarze metropolii lwowskiej (współautor Barbara Patlewicz), Szczecin 2021.